# Photophone (téléphonie optique)
Pour les articles homonymes, voir Photophone.
Le photophone est une technique de téléphonie optique développée par Alexander Graham Bell en 1880. La technique repose sur l'utilisation de miroirs associés à un cristal de sélénium. Plusieurs expérimentations permettent de transmettre la voix humaine grâce à la lumière, sur plus de 200 mètres.

## Histoire et principe de fonctionnement

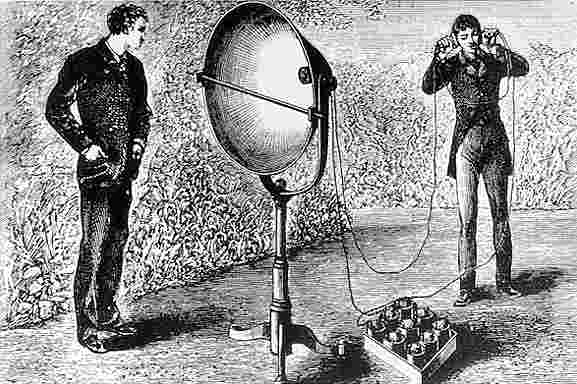
Photophone récepteur.

Alexander Graham Bell, connu pour l'invention du téléphone met au point avec Charles Sumner Tainter, au premier semestre 1880, le photophone, un appareil permettant de transmettre la lumière sur une distance d'environ 200 mètres[réf. non conforme]. C'est une idée à laquelle Bell réfléchissait depuis 1878.
En juin 1877 circule l'information, fantaisiste mais reprise par des chroniqueurs scientifiques sérieux tels que l'Abbé Moigno ou Louis Figuier, selon laquelle Bell aurait mis au point un appareil de vision à distance.
Le 19 février 1880, les deux hommes réussissent dans leur laboratoire de Washington la première transmission de la voix humaine par un dispositif optique. Enthousiaste, Bell écrit à son père : « J'ai entendu un discours articulé produit par la lumière du soleil ! J'ai entendu un rayon de soleil rire, tousser et chanter ! ». Il suggère même à son épouse de baptiser « Photophone » leur nouvelle fille, mais madame Bell s'en tient à un plus classique « Marian ».
Début mars 1880, Graham Bell et Tainter déposent auprès du Franklin Institute deux boîtes scellées dont on ignore le contenu. Ce dépôt  suscite les imaginations. Dès février 1880, le Boston Transcript avait publié un article affirmant, comme Figuier deux ans plus tôt, que Bell avait mis au point un appareil permettant de voir à distance. Cette nouvelle, reprise par la prestigieuse revue Nature, le 15 avril 1880,  était fantaisiste puisque le pli concernait le photophone, c'est-à-dire un appareil permettant de transmettre le son en recourant à la lumière, mais non un appareil de vision à distance.
À deux reprises en avril et juin 1880, ils parviennent à transmettre le signal en plein air sur plus de 200 mètres, entre le toit de l'école Franklin et leur laboratoire,.
La voix, amplifiée par un microphone, fait vibrer un miroir qui réfléchit la lumière du soleil. Quelque 200 mètres plus loin, un second miroir capte cette lumière pour activer un cristal de sélénium et reproduire le son voulu (il s'agit d'une cellule au sélénium mise au point par Willoughby Smith (en) en 1873). Le récepteur de cet appareil est presque identique à celui du premier téléphone.
Bien qu'opérationnelle en terrain découvert, la technique est sensible à la pluie, à la neige et aux obstacles qui empêchent la transmission du signal, ce qui condamna l'invention, bien que Bell lui-même ait considéré que le photophone était sa plus grande réalisation, « plus grande que le téléphone »,[réf. non conforme], puisqu'elle permettait une communication sans fil, constituant un lointain précurseur du Li-Fi.
Un contemporain de Bell déclare : « Il est maintenant démontré que le photophone est d'un niveau comparable au téléphone et au phonographe ».
Vers la fin des années 1950 existaient des téléphones optiques jouets permettant de communiquer par infrarouge de voiture à voiture. Cette invention n'eut cependant pas de suite.

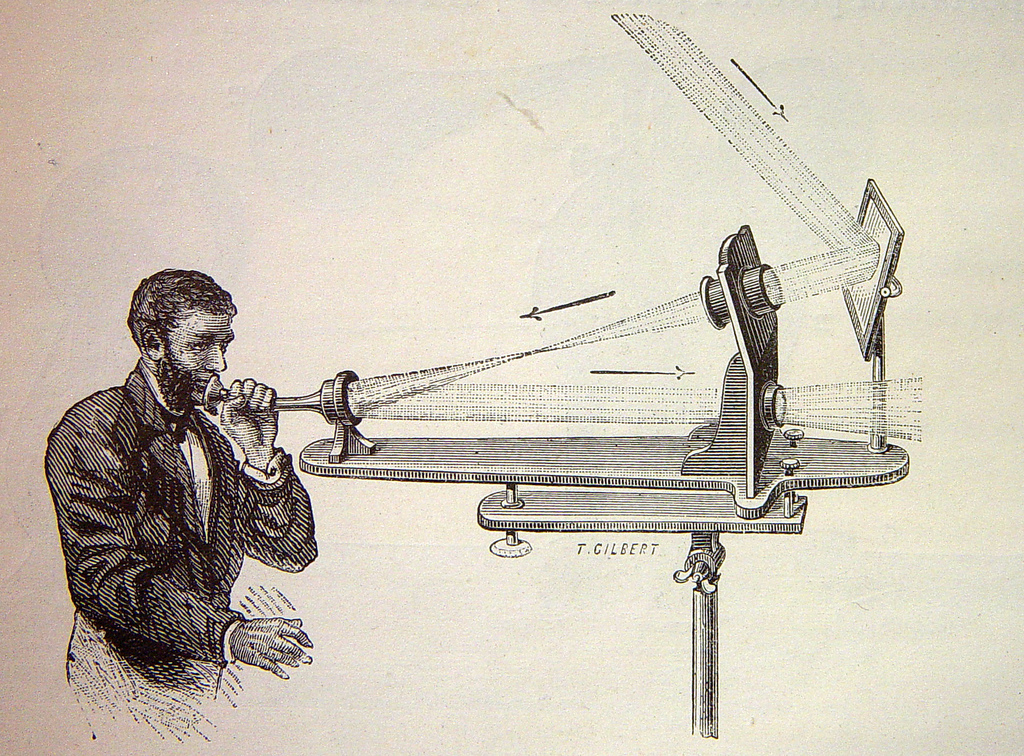
Photophone émetteur.
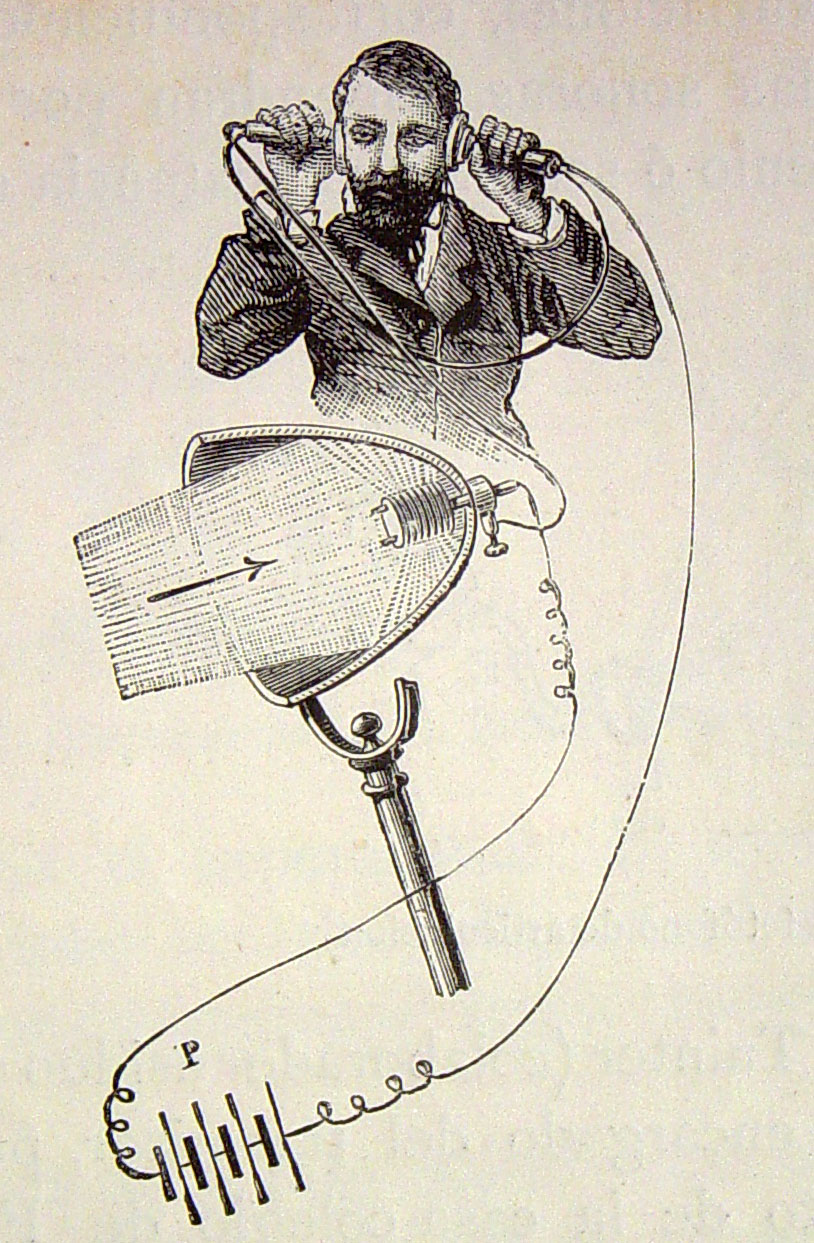
Photophone récepteur.
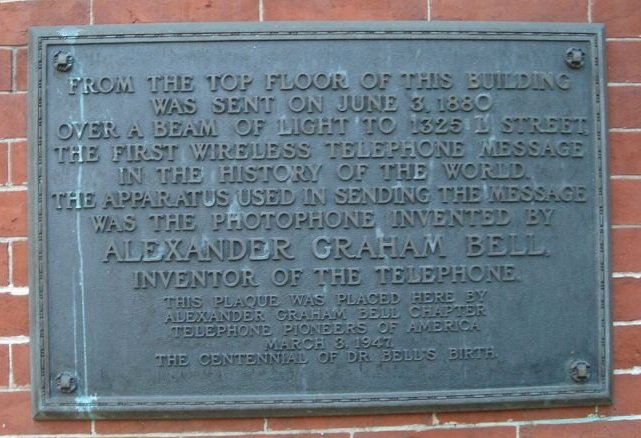
Plaque commémorant le premier message sans fil.

## Culture populaire
- Dans l'épisode 12 de la deuxième saison de MacGyver, le personnage principal fabrique un photophone pour pouvoir communiquer sans risquer de déclencher un explosif.